# Isaac Rosa
Isaac Rosa (Siviglia, 1974) è uno scrittore spagnolo.

## Biografia
Nato a Siviglia, ha studiato giornalismo a Badajoz e vive a Madrid.

È stato giornalista del quotidiano Público e della rivista satirica El Jueves. Attualmente lavora con Eldiario.es e collabora con Cadena Ser  e la rivista mensile La Marea.
Ha tre figlie.
Con il romanzo El vano ayer ha vinto il premio Rómulo Gallegos nel 2005, mentre nel 2022 l'opera Lugar seguro è stata insignita del Premio Biblioteca Breve.

## Opere

### Romanzi
- El ruido del mundo [Extremadura 1936]. El gabinete de moscas de la mierda (1999) scritto con José Israel García Vázquez
- La malamemoria (1999)
- El vano ayer (2004)[2]
- Otra maldita novela sobre la guerra civil! (2007), riedizione ampliata di La malamemoria
- El país del miedo (2008)[3]
- La mano invisible (2011)
- La habitación oscura (2013)
- Feliz final (2018)
- Lugar seguro (2022)

### Altro
- Adiós muchachos (1998, teatro)
- Kosovo. La coartada humanitaria: antecedentes y evolución (2001, saggio) scritto con Aleksandar Vuksanovic e Pedro López Arriba

## Premi
- 2004 - Premio Ojo Crítico de Narrativa assegnato dalla RNE per El vano ayer
- 2004 - Premio Andalucía de la Crítica per El vano ayer
- 2005 - XIV Premio Rómulo Gallegos per El vano ayer
- 2009 - VIII Premio Fundación José Manuel Lara per El país del miedo
- 2013 - Premio Cálamo-Libro dell'anno per La habitación oscura
- 2014 - Premio della rivista Quimera per il miglior libro di narrativa dell'anno per La habitación oscura
- 2022 - Premio Biblioteca Breve